# Joaquim Gomes Pimentel

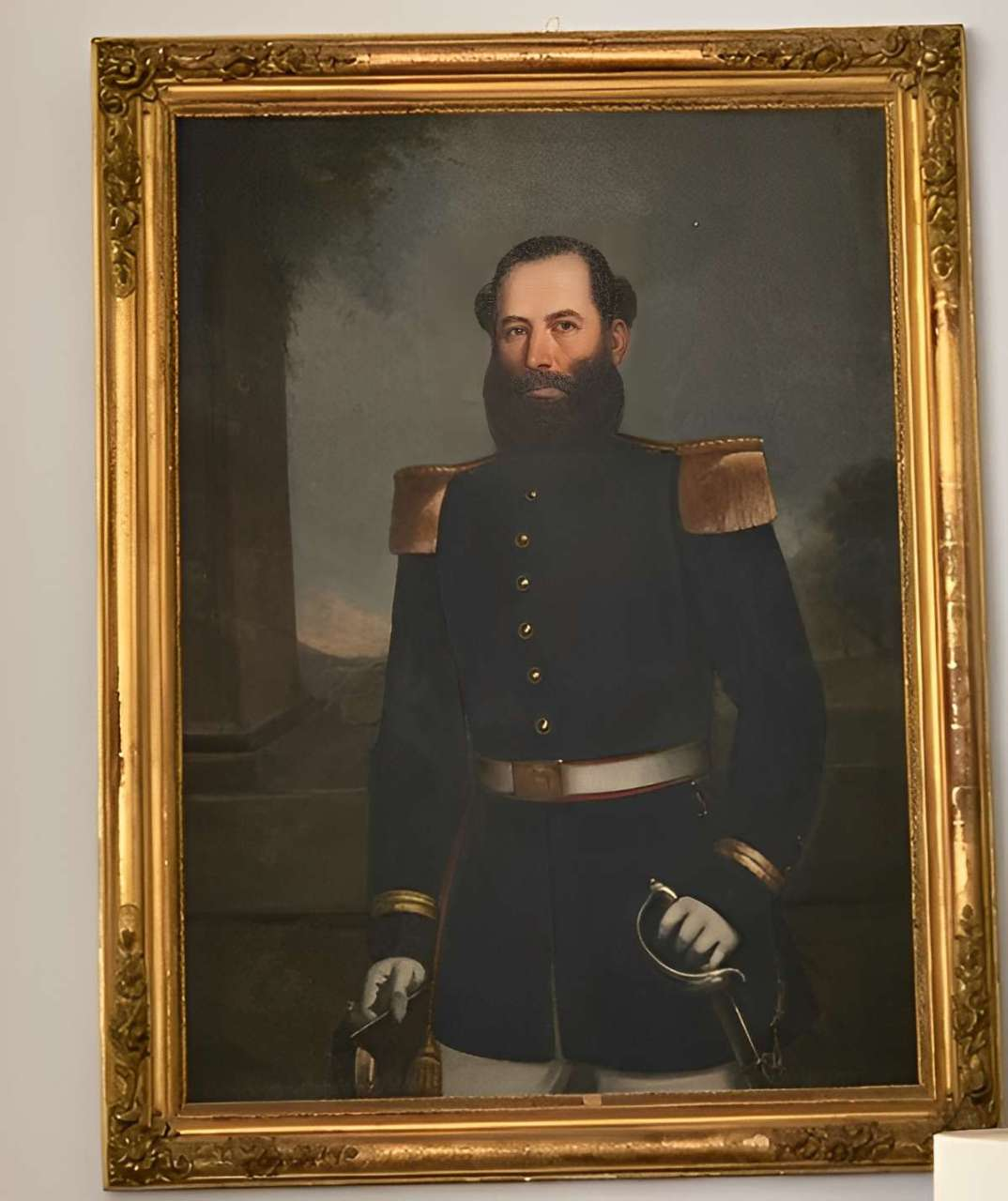
Visconde de Pimentel - Joaquim Gomes Pimentel

Joaquim Gomes Pimentel, primeiro e único Visconde de Pimentel (Valença, abril de 1833 para maio de 1833 — ?, ? de ?) foi um proprietário rural brasileiro.
Era filho de Francisco Martins Pimentel e de Clara Maria Dutra, e sobrinho materno da primeira Baronesa de Santa Justa.
Casou com Rita Leopoldina Guimarães, filha de João Batista Guimarães e Maria Marcelina Vicência. Não tiveram filhos.
Foi oficial-superior da Guarda Nacional de Valença. Era proprietário da fazenda Vista Alegre na mesma cidade. 
Na década de 1870 recebeu a visita do Conde d'Eu em sua fazenda, que possuía uma notável banda de música integrada por negros escravos.

## Títulos nobiliárquicos
Recebeu o título português de visconde por decreto de 12 de fevereiro de 1874 de Dom Luís I de Portugal.